# Deinopa
Deinopa är ett släkte av fjärilar. Deinopa ingår i familjen nattflyn.

## Dottertaxa tillDeinopa, i alfabetisk ordning[1]
- Deinopa angulina
- Deinopa aspila
- Deinopa athamas
- Deinopa barbipes
- Deinopa biligula
- Deinopa bisinuata
- Deinopa concors
- Deinopa dedecora
- Deinopa delinquens
- Deinopa diplogramma
- Deinopa directa
- Deinopa erecta
- Deinopa flavicapilla
- Deinopa flavida
- Deinopa fulvia
- Deinopa gorima
- Deinopa gulussa
- Deinopa gyas
- Deinopa helicon
- Deinopa helle
- Deinopa hiaraka
- Deinopa holophaea
- Deinopa lilacina
- Deinopa lodeber
- Deinopa mesancona
- Deinopa multigutta
- Deinopa nephele
- Deinopa nigricollis
- Deinopa notabilis
- Deinopa ostia
- Deinopa pastoria
- Deinopa percara
- Deinopa phaleniforma
- Deinopa phruxus
- Deinopa punctifera
- Deinopa signiplena
- Deinopa strigata
- Deinopa tincticollis
- Deinopa transcissaria
- Deinopa veluticollis
- Deinopa ypita